# Leyland Trucks
Leyland Trucks est un constructeur anglais de camions de moyen et lourd tonnage, filiale du groupe américain Paccar depuis 1998. Le siège social est basé à Leyland, dans le Lancashire.

## Histoire
L'origine du constructeur de poids lourds Leylans Trucks remonte au groupe anglais Leyland Motors, créé en 1896, qui, après avoir été nationalisé en 1975, a été renommé British Leyland.
British Leyland est devenu Rover Group en février 1986, le secteur des camions a été abandonné et fusionné avec DAF Trucks pour former DAF NV, opérant sous le nom de Leyland DAF en Grande-Bretagne. 

### Chronologie
- 1896 - création de la société Lancashire Steam Motor Company - LSMC par James Sumner, lancement de son premier fourgon, équipé d'un moteur à vapeur[1],[2],
- 1907 - rachat et fusion avec la société d'ingénierie Coulthard & Co,  la nouvelle société est nommée Leyland Motors Limited[2],
- 1963 - Leyland Motors rachète Standard Triumph International et devient Leyland Motor Corporation,
- 1968 - Leyland Motor Corporation fusionne avec British Motor Holdings et forment British Leyland Motor Corporation - BLMC,
- 1974 - BLMC est au bord de la faillite et l'Etat britannique doit cautionner un emprunt,
- 1975 - BLMC est nationalisé par le gouvernement travailliste pour éviter la faillite. La société devient British Leyland,
- 1978 - le groupe British Leyland est renommé Leyland Vehicles Limited,
- 1981 - LVL se scinde en trois sociétés : Leyland Trucks, Leyland Bus et Leyland Parts,
- 1986 - La holding British Leyland est rebaptisée Rover Group et commence à vendre les activités non liées aux automobiles,
- 1987 - DAF Trucks prend une participation de contrôle de 60% dans Leyland Trucks et Rover Commercial Vehicles, réunis et renommés Leyland DAF[3],
- 1992 - Leyland DAF est en faillite,
- juin 1993 - L'usine Leyland fait l'objet d'un Management buy-out et devient Leyland Trucks Ltd[4],
- avril 1998 - Leyland Trucks est racheté par le constructeur américain Paccar[1],[5],[6],
- 2000 - transfert de la production des modèles Foden sans l'usine d'assemblage de Leyland,
- 2006 - arrêt de la fabrication des modèles de camions Foden et disparition de la marque[7],
- 2007 - Leyland Trucks s'engage dans la fabrication de camions complets y compris des cabines qui étaient fabriquées par des carrossiers extérieurs,
- 2008 - le 17 Avril, Leyland Trucks produit son 300 000e camion[8].

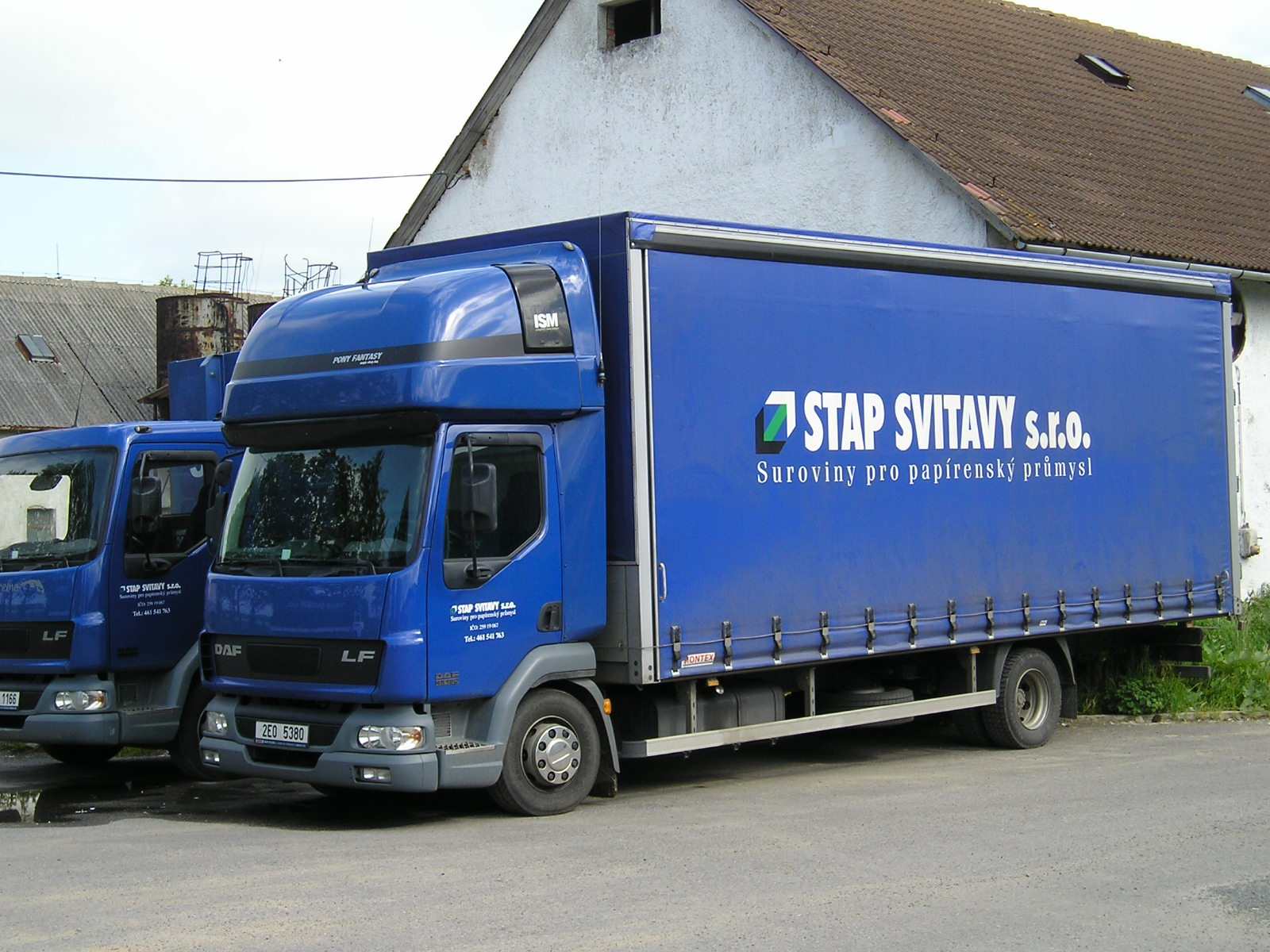
DAF LF produit par Leyland Trucks (2009)
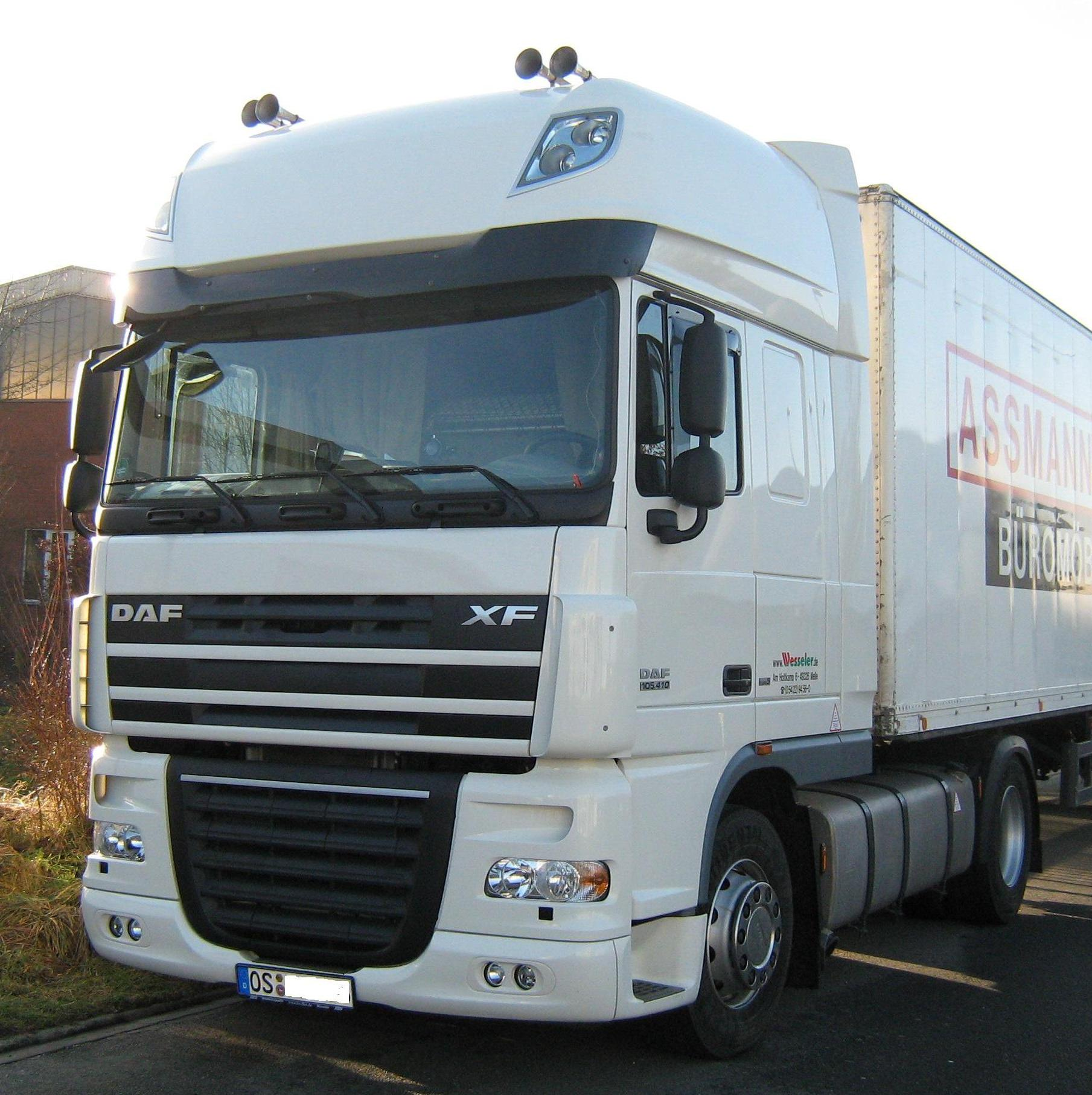
DAF XF par Leyland Trucks
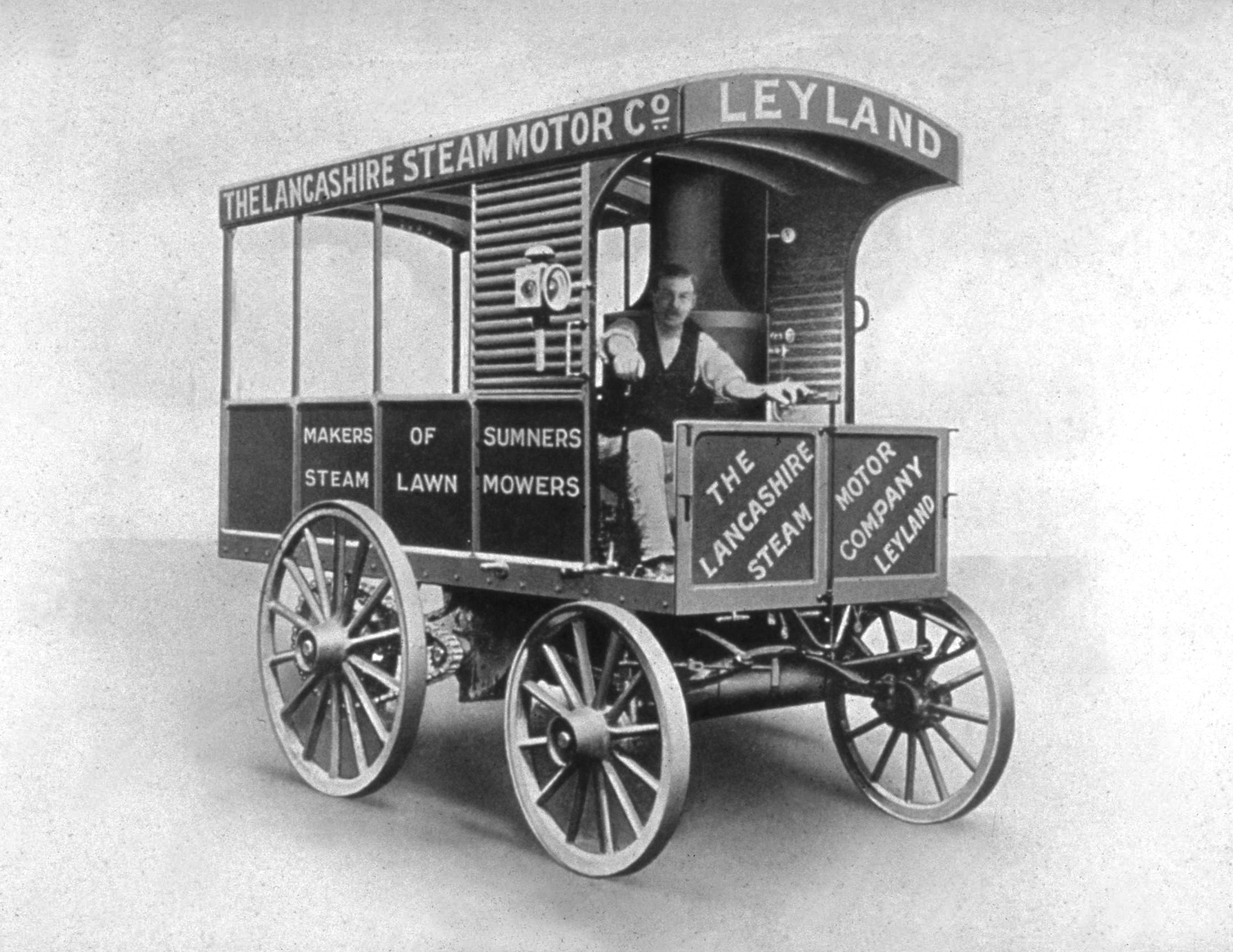
Le 1er camion fabriqué par Leyland en 1896